# Nicholsina denticulata
Nicholsina denticulata és una espècie de peix de la família dels escàrids i de l'ordre dels perciformes.

## Morfologia
Els mascles poden assolir els 32 cm de longitud total.

## Distribució geogràfica
Es troba des del Golf de Califòrnia fins a l'Equador (incloent-hi les Illes Galápagos) i el nord del Perú.